# Club Deportivo Guadalcacín

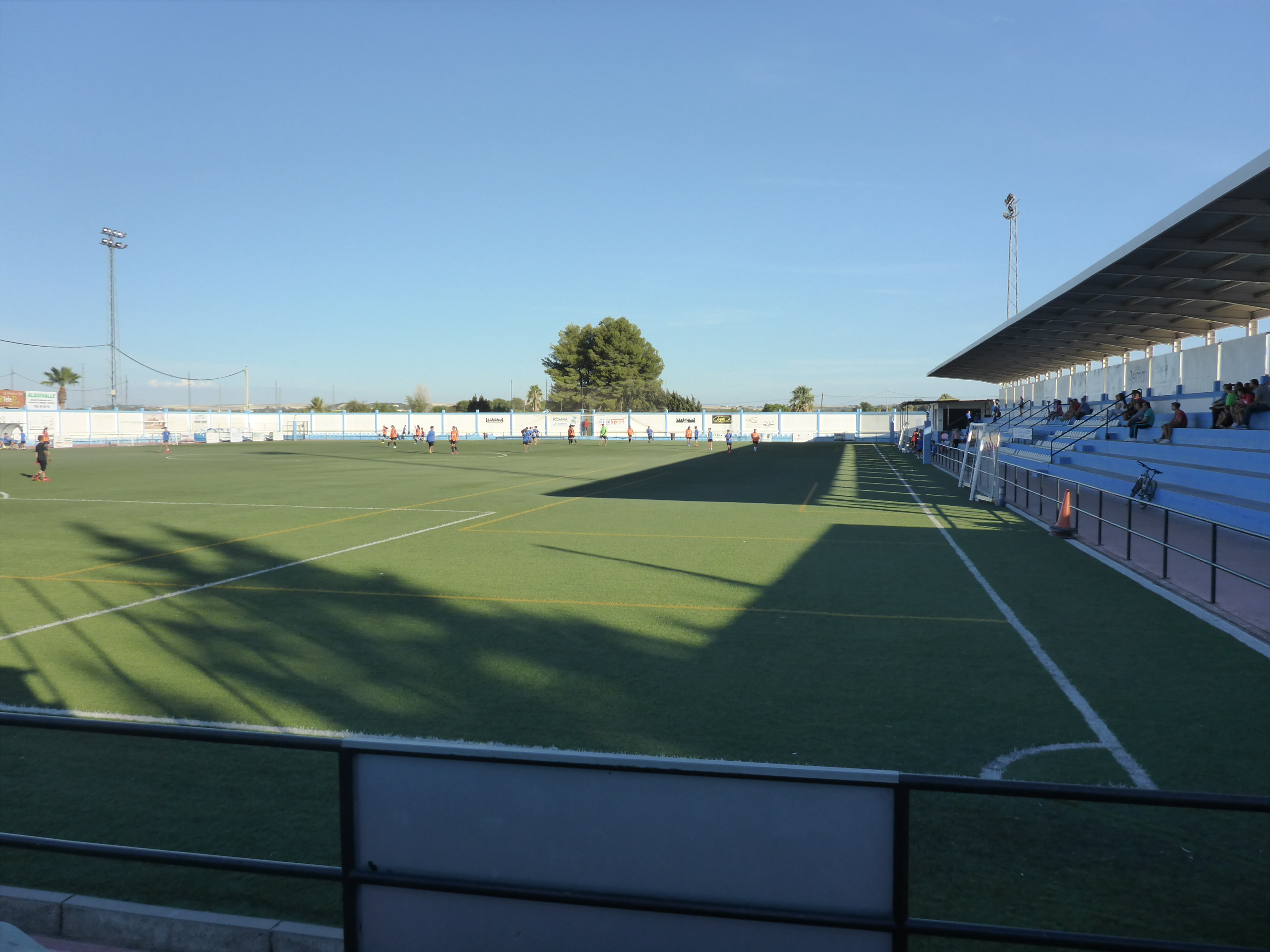
Partido de categorías inferiores

El CD Guadalcacín es un equipo de fútbol de Guadalcacín (Jerez de la Frontera) fundado en 1954 que en la temporada 2022/2023 juega en Primera Andaluza.

## Historia
En 2010 el club pasó de Regional Preferente (actualmente Segunda Andaluza) a la Tercera División. Se mantuvo 5 años en la categoría.
El club llegó a ser en 2014 el primer equipo de la ciudad, ya que el resto de equipos del núcleo urbano se encontraban en categorías inferiores.
En 2019 uno de sus encuentros apareció señalado por sospechas de amaño en las investigaciones de la operación Oikos

## Jugadores destacados
- Diego Galiano, capitán que jugó 236 partidos en Segunda División B y 156 en Tercera con el "Guada"[6]

## Entrenadores
- Jesús Mendoza, que dirigió al equipo en Tercera división

## Secciones

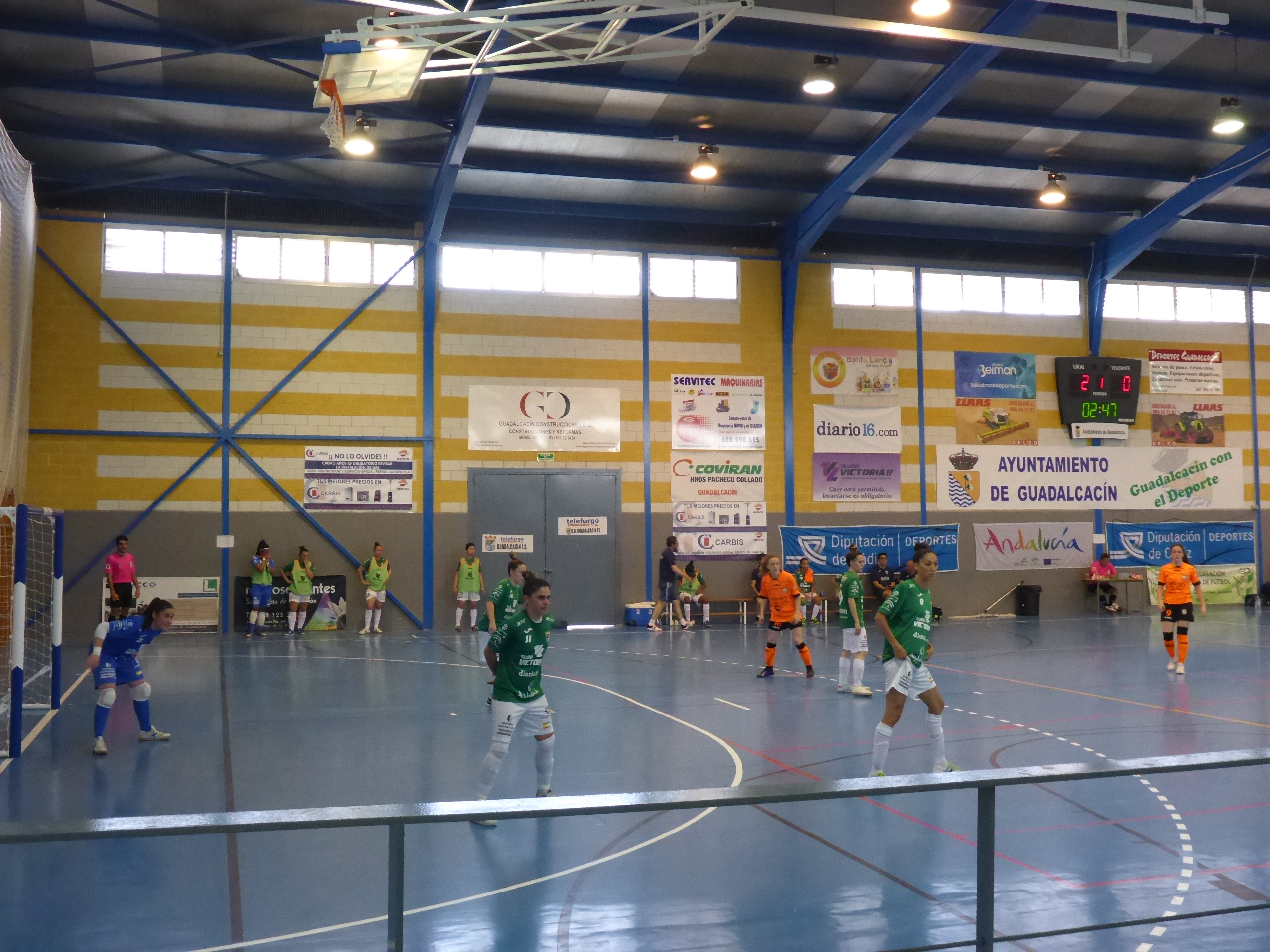
CD Guadalcacín de fútbol sala femenino

Tiene varios filiales de edades tempranas y también una sección de fútbol sala femenino en la máxima categoría nacional.